# 1976

## Події
- 1 квітня — Стів Джобс і Стів Возняк заснували компанію Apple Computer, Inc. (нині — Apple Inc.)
- 15 травня — авіакатастрофа Ан-24 під Черніговом, внаслідок якої загинули 52 особи — усі пасажири та члени екіпажу
- 29 червня - офіційно прийнятий перший прапор Сейшелських Островів.
- 28 серпня — у Массачусетсі вперше синтезовано штучний ген.
- 6 вересня — радянський військовий льотчик, старший лейтенант Віктор Беленко втік до Японії на службовому літаку-винищувачі останнього покоління МіГ-25 та запросив політичного притулку в США

### Наука
- Джон Мейді побудував перший лазер на вільних електронах

## Народились
див. також Категорія:Народились 1976
- 2 січня — Пас Вега, іспанська акторка
- 11 січня — Ілона Довгань, українська журналістка, телеведуча.
- 13 січня - Майкл Пенья, американський актор.
- 21 січня
  - Емма Бантон, англійська поп-співачка.
  - Айварас Абромавичус, український політик та інвестиційний банкір литовського походження.
- 30 січня — Олександр Пікалов, український актор і автор студії «95 квартал».
- 19 лютого
  - Дмитро Яремчук, український естрадний співак.
  - Василь Бендас, український актор театру і кіно.
- 20 лютого — Ігор Мірошниченко, український спортивний журналіст та політик, телеведучий.
- 25 лютого — Тарас Кутовий, український політик. Міністр аграрної політики та продовольства України (2016—2018) (пом. в 2019).
- 26 лютого — Марічка Падалко, українська журналістка й телеведуча.
- 28 лютого — Рік Росс, американський репер
- 29 лютого — Джа Рул, американський репер і актор.
- 5 березня — Олексій Дівєєв-Церковний, український телеведучий, продюсер.
- 18 березня — Жанна Бадоєва, українська телеведуча, акторка.
- 20 березня — Честер Беннінгтон, американський співак, вокаліст рок-гурту Linkin Park
- 21 березня — Андрій Шабанов, український телеведучий, шоумен, генеральний продюсер Просто Раді.О.
- 22 березня — Різ Візерспун, американська акторка, модель, продюсерка, підприємиця.
- 25 березня — Володимир Кличко, український боксер, Олімпійський чемпіон з боксу.
- 1 квітня — Кларенс Зеєдорф, голландський футболіст.
- 5 квітня — Фернандо Морієнтес, іспанський футболіст.
- 13 квітня - Джонатан Брендіс, американський актор, режисер та сценарист. (п. 2003)
- 2 травня — Оксана Сироїд, українська політична діячка, Заступниця Голови ВРУ VIII скликання.
- 18 травня — Руслан Лисенко, український біатлоніст.
- 25 травня - Кілліан Мерфі, ірландський актор театру і кіно.
- 31 травня — Колін Фаррелл, ірландський кіноактор.
- 9 червня — Слава Фролова, українська телеведуча, журналістка, режисерка.
- 10 червня — Андрій Шевченко, український громадський діяч, політик та журналіст.
- 23 червня — Патрік Вієра, французький футболіст.
- 13 липня — Олег Сенцов, український кінорежисер, сценарист та письменник, громадський активіст.
- 18 липня — Ельза Патакі, іспанська акторка та модель.
- 19 липня — Бенедикт Камбербетч, британський актор і продюсер
- 2 серпня — Сем Вортінгтон, австралійський актор
- 22 серпня — Олена Татаркова, українська тенісистка.
- 25 серпня — Александер Скашгорд, шведський актор
- 26 серпня — Земфіра, російська співачка.
- 27 серпня — Марк Веббер, австралійський автогонщик, пілот Формули-1.
- 28 серпня — Ірина Ванникова, українська журналістка та громадська діячка.
- 31 серпня — Тетяна Піскарьова, українська співачка.
- 5 вересня — Тетяна Гуцу, українська гімнастка, дворазова олімпійська чемпіонка.
- 7 вересня — Андрій Кіше, український співак, телеведучий.
- 18 вересня — В'ячеслав Довженко, український актор театру і кіно.
- 19 вересня — Анастасія Матешко, українська акторка, режисерка.
- 22 вересня — Роналдо, бразильський футболіст.
- 23 вересня — Антон Лірник, український шоумен, сценарист, телеведучий.
- 27 вересня — Франческо Тотті, італійський футболіст.
- 29 вересня
  - Андрій Шевченко, український футболіст.
  - Dj Tapolsky, український діджей.
- 3 жовтня — Шон Вільям Скотт, американський актор
- 3 жовтня — Денис Силантьєв, український політик, спортсмен, срібний призер Олімпійських ігор з плавання.
- 4 жовтня — Алісія Сілверстоун, американська кіноакторка.
- 8 жовтня — Серьога, білоруський і український реп-виконавець.
- 14 жовтня — Руслан Рябошапка, український державний діяч, юрист. Генеральний прокурор України (2019—2020).
- 16 жовтня — Максим Неліпа, український актор, телеведучий.
- 23 жовтня — Раян Рейнольдс, канадський актор кіно та телебачення.
- 28 жовтня — Оксана Маркарова, українська фінансистка та державна діячка, Міністерка фінансів України (2018-2020).
- 31 жовтня — Пайпер Перабо, американська акторка кіно, ТБ і театру.
- 5 листопада — Олег Шелаєв, український футболіст, спортивний директор та тренер.
- 7 листопада — Юлія Литвиненко, українська телеведуча та політична діячка.
- 12 листопада — Олена Лукаш, українська політична діячка, Міністерка юстиції України (2013 — 2014 рр).
- 15 листопада — Володимир Єзерський, український футболіст, захисник.
- 28 листопада — Олександр Дерманський, український дитячий письменник.
- 28 листопада — Раян Квонтен, австралійський актор.
- 29 листопада — Анна Фаріс, американська кіноакторка.
- 29 листопада — Чедвік Боузман, американський актор
- 2 грудня — Євгеній Мураєв, український політик, народний депутат України VII і VIII скликань.
- 3 грудня — Андрій Богдан, український юрист, колишній керівник Офісу Президента України.
- 25 грудня — Армін ван Бюрен, голландський трансовий ді-джей, продюсер.
- 28 грудня — Джо Манганьєлло, американський актор

## Померли
Див. також Категорія:Померли 1976
- 11 травня — Аалто Алвар Гуґо, фінський архітектор
- 9 вересня - Мао Цзедун, китайський політичний діяч, голова Комуністичної партії Китаю та засновник Китайської Народної Республіки (КНР).
- 26 вересня — Леопольд Ружичка, швейцарський фізик і радіохімік хорватського походження, лауреат Нобелівської премії 1939 року (спільно з Адольфом Бутенандтом)
- 2 жовтня — Енрік Монжо, іспанський скульптор.

## Нобелівська премія
- з фізики: Бертон Ріхтер та Семюел Тінг — «За основний внесок по відкриттю важкої елементарної частки нового типу»
- з хімії: Вільям Нанн Ліпскомб — «За дослідження структури боранів, що прояснюють проблеми хімічних зв'язків»
- з медицини та фізіології: Барух Бламберг та Деніел Карлтон Ґайдузек — «За відкриття, що стосуються нових механізмів походження та розповсюдження інфекційних захворювань»
- з економіки: Мілтон Фрідман — «За досягнення у сфері аналізу споживання, історії та теорії грошового обігу, а також за практичну демонстрацію складності політики економічної стабілізації»
- з літератури: Сол Беллоу
- Нобелівська премія миру: Бетті Вільямс та Мейрид Корріган — «На знак визнання заслуг в справі миру»